# Direkt terjedés
A direkt terjedés, vagy más néven közvetlen hullámú terjedés, olyan terjedési mód, amikor az adóantennáról a vevőantennára közvetlenül jutnak át a rádióhullámok. A direkt terjedés legfontosabb feltétele, hogy a két antenna rádióhorizonton belüli távolságra legyen egymástól, valamint az összeköttetés nyomvonalára esö elsődleges Fresnel-zónában ne legyen az átvitel üzemi frekvenciáján káros hatást gyakorló tereptárgy.

## A direkt terjedés jellemzői ideális körülmények között[2]
- A rádióhullámok polarizációja a megtett útvonalon nem változik.
- Az átvitel minősége stabil, az összeköttetés ideje alatt a a térerősség nem változik.
- Az átvitt jel nem szenved spektrális torzulást.
- A két pont között csak a szabadtéri csillapítással kell számolni. A szabadtéri csillapítás mértékéből pontosan kiszámítható a szakaszcsillapítás, valamint ennek alapján pontosan meghatározható, milyen nyereségű antennára van szükség a végpontokon.

## A direkt terjedést hátrányosan befolyásoló tényezők[2]
Két végpont között általában nemcsak direkt terjedés útján terjednek a rádióhullámok, hanem egyéb kerülőutakon is. A gyakorlatban akkor beszélünk direkt terjedésről, ha a kerülőutakról érkező rádióhullámok nem gyakorolnak számottevő hatást az átvitel minőségére.
A direkt hullámok terjedésére leginkább az összeköttetés nyomvonalára eső Fresnel-zónában lévő légkör állapota van hatással. A légkörben a hőmérséklet változása okozhat inverziókat, valamint a vízkicsapódás, köd, eső, egyéb csapadék hozhat létre rossz hullámvezető, illetve inhomogén közeget, amelyek a rajtuk áthaladó rádióhullámokat
- elnyelik
- szórják
- depolarizálják.

Ezen jelenségek hatásai az üzemi hullámhossz függvényében előre tervezhetőek, megfelelő teljesítményű sugárzással, és kellő nyereségű antennákkal megoldható, hogy a két pont között az összeköttetés szélsőséges időjárási körülmények között is stabil maradjon.
Maga a légkör normál körülmények között is csillapítást gyakorol a rádióhullámokra. Ez a tényező frekvenciafüggő, leginkább a centiméteres hullámok felső felében,  milliméteres, és annál rövidebb hullámokon érezteti hatását.